# Salmo 80
Il salmo 80 (79 secondo la numerazione greca) costituisce l'ottantesimo capitolo del Libro dei salmi.
È tradizionalmente attribuito ad Asaf. È utilizzato dalla Chiesa cattolica nella liturgia delle ore.